# یواس‌اس ریپر (ای‌ام‌سی-۹۶)
یواس‌اس ریپر (ای‌ام‌سی-۹۶) (به انگلیسی: USS Reaper (AMc-96)) یک کشتی بود که طول آن ۹۷ فوت ۱ اینچ (۲۹٫۵۹ متر) بود. این کشتی در سال ۱۹۴۲ ساخته شد.